# Гад Елмале
Гад Елмале (фр. Gad Elmaleh; рођен 19. априла 1971. године, Казабланка, Мароко), француски је комичар и филмски и ТВ глумац.
Најпознатији на француском говорном подручју, постигао је велику славу у Француској, Мароку и Сједињеним Државама.
Глумио је у неколико играних филмова, укључујући Коко, Непроцењиво, Дублер и Поноћ у Паризу. Проглашен за најсмешнију особу у Француској, министар културе га је прогласио витезом Ордена уметности и књижевности; проглашен је и за витеза Националног реда Квебека. Током 2015. и 2018. године, Елмалех је имао комедијске турнеје широм Сједињених Држава. Године 2019. глумио је у Нетфликс серији Велики у Француској.